# Funafuti
Funafuti – najgęściej zaludniony i najludniejszy atol w archipelagu Tuvalu, położony na Oceanie Spokojnym, o powierzchni około 2,79 km². Laguna atolu nosi nazwę Te Namo.
W 2002 roku atol zamieszkiwało 4492 osób, w tym 2281 mężczyzn i 2211 kobiet, według spisu w 2012 roku mieszkańców było już 6025. Największą wyspą jest Fongafale. Na niej znajduje się stolica kraju – Vaiaku. Władze Tuvalu (wówczas administrujących brytyjskie Wyspy Lagunowe) przeniosły się na atol 1 stycznia 1976 roku.
Na Funafuti znajduje się jedna szkoła średnia (Fetuvalu Secondary School), dwie szkoły podstawowe (Nauti Primary School, SDA Primary School), osiem przedszkoli (AOG Pre-School, Vaiaku Pre-School, Suesue Pre-School, Funafuti Pre-School, Olave Orkey Pre-School, Fakaifou Pre-School, Grace Pre-School, Lofeagai Pre-School) i jedna szkoła specjalna (Fusialofa Special School) (stan na 2014 rok).
Wyspy należące do Funafuti:

- Amatuku – znajduje się na niej osada o tej samej nazwie
- Avalau
- Falaoigo
- Fale Fatu (Falefatu)
- Fatato
- Fongafale (Fogafale) – osady Lofeagai, Teone, Fakaifou, Senala, Alapi, Vaiaku (stolica), Tekavatoetoe
- Fuafatu
- Fuagea
- Fualefeke
- Fualopa
- Funafala
- Funangongo (Funagogo, Papaelise, Papa Elise)
- Funamanu
- Luamotu
- Mateika (Mateiko)
- Motugie
- Motuloa
- Mulitefala
- Paava
- Te Afuafou (Teafuafou)
- Te Afualiku (Teafualiku)
- Tefala
- Tefota
- Telele
- Tegako (obecnie wyspa stanowi część Fongafale)
- Tengasu (Tegasu)
- Tepuka
- Tepuka Vili Vili (Tepuka Savilivili)
- Tutanga (Tutaga)
- Vasafua